# Clifford B. Hicks
Pour les articles homonymes, voir Hicks.
Œuvres principales
The Adventures of Alvin Fernald
(Les Aventures d'Alain Fernal)
Clifford B. Hicks, né le 10 août 1920 et mort le 29 septembre 2010, est un éditeur américain et un auteur d'ouvrages pour la jeunesse. 
Il est notamment connu pour sa série The Adventures of Alvin Fernald, parue en France sous le titre Les Aventures d'Alain Fernal.

## Biographie
Clifford B. Hicks naît à Marshalltown dans l'Iowa en 1920. Il est diplômé de l'université Northwestern puis fait son service dans le corps des Marines durant la Seconde Guerre mondiale. Il est décoré de la Silver Star.
En 1945, il rejoint la direction du magazine Popular Mechanics. Il publie notamment le magazine Do-It-Yourself Materials Guide et Do-It-Yourself Encyclopedia.
En 1959, il écrit et publie son premier livre pour la jeunesse, First Boy on the Moon qui est désigné comme meilleur livre de l’année pour la jeunesse par Friends of American Writers. L'année suivante, il écrit The Marvelous Inventions of Alvin Fernald (en français : Les Fabuleuses inventions d'Alain Fernal), le premier titre d'une série qui en comportera huit. Cette série évoque les activités d'un jeune garçon qui résout toutes sortes de problèmes par la réflexion et par la raison. Contrairement à ce que pourrait faire croire le titre en français, il n'y a pas en langue anglaise de jeu de mots sur l'identité du héros (Alain Fernal / Al Infernal).
Hicks a aussi écrit des livres qui ne sont pas de fiction : The World Above (1965) qui évoque l'atmosphère terrestre.
En 1971, il commence la série Peter Potts qui évoque les aventures malencontreuses d'un jeune garçon qui a des problèmes « par accident ».
Il meurt le 29 septembre 2010 à son domicile à Brevard en Caroline du Nord.

## Publications

### SérieAlvin Fernald/Alain Fernal
- The Marvelous Inventions of Alvin Fernald, 1960, illustré par Charles Geer (publié en France sous le titre : Les Fabuleuses inventions d'Alain Fernal).
- Alvin's Secret Code, 1963 (publié en France sous le titre : Le Code secret d'Alain Fernal).
- Alvin Fernald, Foreign Trader – 1966.
- Alvin Fernald, Mayor for a Day – 1970.
- Alvin Fernald, Superweasel, 1974 (publié en France sous le titre : Alain Fernal l'intrépide).
- Alvin's Swap Shop – 1976 (publié en France sous le titre : Alain Fernal, roi du troc).
- Alvin Fernald, TV Anchorman – 1980.
- The Wacky World of Alvin Fernald – 1981.
- Alvin Fernald, Master of a Thousand Disguises – 1986.
- Alvin Fernald's Incredible Buried Treasure – 2009.

### SériePeter Potts
- Peter Potts – 1971.
- Pop and Peter Potts – 1984.
- Peter Potts Book of World Records – 1987.

### Autres ouvrages
- First Boy on the Moon – 1959.
- The World Above – 1965.

## Compléments